# روني فون
روني فون (بالبرتغالية: Ronaldo Nogueira‏) هو مغني ومقدم تلفزيوني وشخصية أعمال برازيلي، ولد في 17 يوليو 1944 في نيتيروي في البرازيل.

## وصلات خارجية
- روني فون على موقع IMDb (الإنجليزية)
- روني فون على موقع ميوزك برينز (الإنجليزية)
- روني فون على موقع ديسكوغز (الإنجليزية)
- روني فون على موقع قاعدة بيانات الفيلم (الإنجليزية)